# Omanana divergens
Omanana divergens är en insektsart som beskrevs av Delong 1944. Omanana divergens ingår i släktet Omanana och familjen dvärgstritar. Inga underarter finns listade i Catalogue of Life.